# Leonurus
Leonurus este un gen de plante din familia  Lamiaceae. 

## Specii
- Leonurus cardiaca L. - talpa gâștei